# 鄭女勤
鄭女勤為長榮大學高階管理碩士，曾任台南縣婦女會理事長。2013年當選中國國民黨中央委員。

## 經歷
- 佑生婦產科醫院-行政執行長
- 行政院-政務顧問
- 中國國民黨-中央委員
- 中國國民黨台南市黨部-副主委
- 福建省婦女聯合會-執行委員
- 大台南婦女會-理事長
- 台南市家庭扶助中心-扶幼委員
- 台南市好人好事推展協會-常務理事
- 台南市志願服務協會-常務理事
- 台南市更生保護協會-委員